# Sei Nyamuk
Sei Nyamuk is een bestuurslaag in het regentschap Rokan Hilir van de provincie Riau, Indonesië. Sei Nyamuk telt 2028 inwoners (volkstelling 2010).